# Éliminatoires du Championnat d'Europe de football 2000, groupe 3
Cet article donne le calendrier, les résultats des matches ainsi que le classement du groupe 3 des éliminatoires de l'Euro 2000.

## Classement
| Rang | Équipe          | Pts | J | G | N | P | Bp | Bc | Diff |  | Résultats (▼ dom., ► ext.) |     |     |     |     |     |
| ---- | --------------- | --- | - | - | - | - | -- | -- | ---- |  | -------------------------- | --- | --- | --- | --- | --- |
| 1    | Allemagne       | 19  | 8 | 6 | 1 | 1 | 20 | 4  | +16  |  | Allemagne                  |     | 0-0 | 2-0 | 4-0 | 6-1 |
| 2    | Turquie         | 17  | 8 | 5 | 2 | 1 | 15 | 6  | +9   |  | Turquie                    | 1-0 |     | 1-3 | 3-0 | 2-0 |
| 3    | Finlande        | 10  | 8 | 3 | 1 | 4 | 13 | 13 | 0    |  | Finlande                   | 1-2 | 2-4 |     | 4-1 | 3-2 |
| 4    | Irlande du Nord | 5   | 8 | 1 | 2 | 5 | 4  | 19 | -15  |  | Irlande du Nord            | 0-3 | 0-3 | 1-0 |     | 2-2 |
| 5    | Moldavie        | 4   | 8 | 0 | 4 | 4 | 7  | 17 | -10  |  | Moldavie                   | 1-3 | 1-1 | 0-0 | 0-0 |     |

## Résultats et calendrier
| 5 septembre 1998 | Finlande                                    | 3 - 2 | Moldavie      | Stade olympique, Helsinki                      |                                                |
|                  | Kolkka 8e · Johansson 44e · Paatelainen 63e |       | 10e 12e Oprea | Spectateurs : 18 717 Arbitrage : Graham Barber | Spectateurs : 18 717 Arbitrage : Graham Barber |

| 5 septembre 1998 | Turquie                     | 3 - 0 | Irlande du Nord | Stade Ali-Sami-Yen, Istanbul                    |                                                 |
|                  | Oktay 18e 58e · Havutçu 50e |       |                 | Spectateurs : 19 840 Arbitrage : Ryszard Wójcik | Spectateurs : 19 840 Arbitrage : Ryszard Wójcik |

| 10 octobre 1998 | Irlande du Nord | 1 - 0 | Finlande | Windsor Park, Belfast                        |                                              |
|                 | Rowland 36e     |       |          | Spectateurs : 10 002 Arbitrage : Zoran Arsić | Spectateurs : 10 002 Arbitrage : Zoran Arsić |

| 10 octobre 1998 | Turquie   | 1 - 0 | Allemagne | Stade Atatürk, Bursa                         |                                              |
|                 | Şükür 70e |       |           | Spectateurs : 17 505 Arbitrage : Hugh Dallas | Spectateurs : 17 505 Arbitrage : Hugh Dallas |

| 14 octobre 1998 | Moldavie      | 1 - 3 | Allemagne                      | Stadionul Republican, Chișinău                       |                                                      |
|                 | Guzun (en) 6e |       | 19e 35e Kirsten · 38e Bierhoff | Spectateurs : 5 400 Arbitrage : Juan Fernández Marín | Spectateurs : 5 400 Arbitrage : Juan Fernández Marín |

| 14 octobre 1998 | Turquie  | 1 - 3 | Finlande                                        | Stade Ali-Sami-Yen, Istanbul                   |                                                |
|                 | Ogün 74e |       | 5e Paatelainen · 51e Johansson · 90+6e Litmanen | Spectateurs : 20 420 Arbitrage : Václav Krondl | Spectateurs : 20 420 Arbitrage : Václav Krondl |

| 18 novembre 1998 | Irlande du Nord        | 2 - 2 | Moldavie                           | Windsor Park, Belfast                            |                                                  |
|                  | Dowie 49e · Lennon 63e |       | 22e Gaidamașciuc · 56e Testemițanu | Spectateurs : 11 142 Arbitrage : Vladimír Hriňák | Spectateurs : 11 142 Arbitrage : Vladimír Hriňák |

| 27 mars 1999 | Irlande du Nord | 0 - 3 | Allemagne                       | Windsor Park, Belfast                            |                                                  |
|              |                 |       | 11e 43e Bode · 62e (csc) Morrow | Spectateurs : 14 270 Arbitrage : Graziano Cesari | Spectateurs : 14 270 Arbitrage : Graziano Cesari |

| 27 mars 1999 | Turquie                | 2 - 0 | Moldavie | Stade Ali-Sami-Yen, Istanbul                   |                                                |
|              | Şükür 34e · Yalçın 90e |       |          | Spectateurs : 19 454 Arbitrage : Konrad Plautz | Spectateurs : 19 454 Arbitrage : Konrad Plautz |

| 31 mars 1999 | Allemagne                   | 2 - 0 | Finlande | Frankenstadion, Nuremberg                         |                                                   |
|              | Jeremies 31e · Neuville 37e |       |          | Spectateurs : 40 758 Arbitrage : Sergei Khusainov | Spectateurs : 40 758 Arbitrage : Sergei Khusainov |

| 31 mars 1999 | Moldavie | 0 - 0 | Irlande du Nord | Stadionul Republican, Chișinău                |
|              |          |       |                 | Spectateurs : 9 237 Arbitrage : Edo Trivković |

| 4 juin 1999 | Allemagne                                                 | 6 - 1 | Moldavie           | BayArena, Leverkusen                                    |                                                         |
|             | Bierhoff 2e 56e 82e · Kirsten 27e · Bode 38e · Scholl 71e |       | 76e Stratulat (en) | Spectateurs : 21 000 Arbitrage : Jorge Monteiro Coroado | Spectateurs : 21 000 Arbitrage : Jorge Monteiro Coroado |

| 5 juin 1999 | Finlande                      | 2 - 4 | Turquie                        | Stade olympique, Helsinki                 |                                           |
|             | Tihinen 10e · Paatelainen 14e |       | 25e 84e Tayfur · 34e 87e Şükür | Spectateurs : 36 042 Arbitrage : Dick Jol | Spectateurs : 36 042 Arbitrage : Dick Jol |

| 9 juin 1999 | Moldavie | 0 - 0 | Finlande | Stadionul Republican, Chișinău                   |
|             |          |       |          | Spectateurs : 6 100 Arbitrage : Florenzo Treossi |

| 4 septembre 1999 | Finlande       | 1 - 2 | Allemagne       | Stade olympique, Helsinki                            |                                                      |
|                  | Salli (en) 63e |       | 2e 17e Bierhoff | Spectateurs : 20 184 Arbitrage : Antonio López Nieto | Spectateurs : 20 184 Arbitrage : Antonio López Nieto |

| 4 septembre 1999 | Irlande du Nord | 0 - 3 | Turquie          | Windsor Park, Belfast                      |                                            |
|                  |                 |       | 45e 46e 48e Arif | Spectateurs : 7 270 Arbitrage : Alain Sars | Spectateurs : 7 270 Arbitrage : Alain Sars |

| 8 septembre 1999 | Allemagne                       | 4 - 0 | Irlande du Nord | Westfalenstadion, Dortmund                      |                                                 |
|                  | Bierhoff 2e · Ziege 16e 33e 45e |       |                 | Spectateurs : 41 000 Arbitrage : Georgios Bikas | Spectateurs : 41 000 Arbitrage : Georgios Bikas |

| 8 septembre 1999 | Moldavie    | 1 - 1 | Turquie    | Stadionul Republican, Chișinău                     |                                                    |
|                  | Epureanu 3e |       | 76e Tayfur | Spectateurs : 4 500 Arbitrage : Andreas Schluchter | Spectateurs : 4 500 Arbitrage : Andreas Schluchter |

| 9 octobre 1999 | Allemagne | 0 - 0 | Turquie | Stade olympique, Munich                            |
|                |           |       |         | Spectateurs : 63 572 Arbitrage : Pierluigi Collina |

| 9 octobre 1999 | Finlande                                   | 4 - 1 | Irlande du Nord  | Stade olympique, Helsinki                     |                                               |
|                | Johansson 9e · Hyypiä 63e · Kolkka 73e 83e |       | 59e Whitley (en) | Spectateurs : 8 217 Arbitrage : Armand Ancion | Spectateurs : 8 217 Arbitrage : Armand Ancion |